# Зайд, Александр
Александр Зайд (ивр. אלכסנדר זייד‎; 1886 — 11 июля 1938, на пути в Алоним, подмандатная Палестина) — один из основателей еврейских организаций обороны «Бар-Гиора» и «Ха-Шомер», видный деятель Второй алии. Участник кибуцного движения и основатель кибуца Кфар-Гилади в Еврейском ишуве.

## Биография

### Детство
Александр Зайд родился в 1886 году в городке Зима в Иркутской губернии. Ещё до рождения Александра его отец был сослан за революционную деятельность из Вильно, где он проживал, в Сибирь. Мать Александра была из субботников и её семья в поисках покоя бежала в Сибирь, где и родился Александр. В 1889 году, когда Александру было три года, его мать была убита бандитами. После этой трагедии семья переехала в Иркутск, где также было больше возможностей при поиске работы. В 1901 году Александр и его отец вернулись в Вильно. Вскоре его отец вступил в повторный брак, но через два года он умер.
Александру было 15 лет, когда он остался круглым сиротой.

### Идеи сионизма
В Вильно Александр встретился с Михаэлем Гальпериным, который был одним из пионеров Первой алии и прибыл с целью агитации и содействия иммиграции молодёжи в Палестину. Гальперин был энтузиастом и фантазёром, натурой увлечённой и умевшей увлечь пламенными речами молодёжь. Вернувшись в Россию из первой своей поездки в Палестину, он ездил по городам империи, призывая еврейских юношей и девушек к возвращению на свою историческую родину в Сион. Так он добрался до Вильно, где и встретился с Зайдом. Александр Зайд позже писал о М. Гальперине в своих воспоминаниях:
«Он добровольно возложил на себя обязанности воспитывать нас для Земли Израиля. Он выбрал 30 человек и занялся нами особо. В каждый канун Субботы мы уходили за город, занимались там спортом, а затем садились в кружок, и Гальперин рассказывал нам о социализме, но главным образом о Палестине и арабах. Он стремился подготовить нас к новой жизни в стране Израиля, к труду на земле и его защите».
Идеи сионизма увлекли юношу и в 1904 году он приезжает в Палестину с помощью сионистского рабочего движения.

### В Палестине
Приехав в Палестину, находившуюся тогда в составе Османской империи, Александр начинает работать на винодельном заводе в Ришон-ле-Ционе. Именно там он познакомился с Исраэлем Шохатом, который к тому времени уже был видным деятелем сионистского движения.

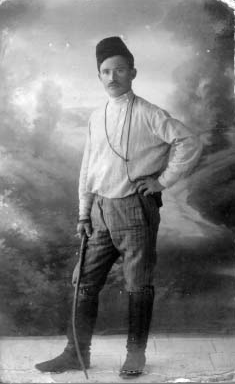
Александр Зайд в молодости

В 1907 году он вместе со своими единомышленниками создаёт подпольную организацию первых еврейских стражей, и называет её Бар-Гиора в честь Шимона Бар-Гиоры, иудейского военачальника, участвовавшего в войне с Римом в 66-70 годах. Через два года, в 1909 году, организация перестала существовать, слившись и став костяком новой организации Ха-Шомер.

### Ха-Шомер (сивр.—«Страж»)
Александр Зайд вместе с Исраэлем Шохатом и его женой Маней вновь выступили в роли организаторов и вдохновителей еврейской организации самообороны, которая была создана, так же как и Бар-Гиора, для защиты еврейских сельскохозяйственных поселений в Еврейском ишуве Палестины.
Через «Ха-Шомер» прошло огромное количество известных еврейских политических деятелей, — например, Давид Бен-Гурион, который именно от «Стражей» был послан в Константинополь изучать право. Впоследствии первый премьер-министр Израиля сказал о первых «шомеровцах», поселившихся в поселении Седжер, что это были «счастливейшие дни моей жизни». Но именно с организацией Ха-Шомер было связано первое фиаско будущего политика номер один еврейского государства: Давид Грин (тогда он ещё не взял фамилию Бен-Гурион) не был после кандидатского стажа принят в организацию «Ха-Шомер» — о нём было сказано, что он неподходящий человек, рассеянный мечтатель, витающий в облаках.
Приблизительно в этот же период Александр Зайд и его жена Ципора основали кибуц Кфар-Гилади в Галилее, который стал центром подпольной деятельности Ха-Шомер.
В 1926 году, после создания Хаганы, Давид Бен-Гурион потребовал, чтобы Ха-Шомер влился в неё и передал всё своё вооружение. Зайд и его жена поддержали слияние с Хаганой, но большинство членов Кфар-Гилади были против.
В результате, Зайды были вынуждены покинуть кибуц с четырьмя маленькими детьми и переехали к Шейх-Абреку в Изреельскую долину, там он работал охранником, а также служил смотрителем за землями ЕНФ. Среди прочего, увлечённый археологией, он пригласил из Еврейского университета археолога Биньямина Мазара, который начал тут раскопки поселения начала первого тысячелетия н. э. Бейт Шеарим. Жителей арабской деревни, которая находилась на территории ЕНФ выселили несколько лет назад, когда семья Сурсук, продав эти земли, уехала жить в Бейрут.

### Последние годы жизни
Александр Зайд был уважаем бедуинами из окрестных сёл, он хорошо говорил по-арабски. Когда по ишуву прокатилась волна еврейских погромов, к нему пришёл бедуин Рашид, сообщив, что его хотят убить и предложением переехать из долины. Зайд ответил, что является стражем (шомер) и охраняет здесь земли ЕНФ.
Дважды он выживал после нападений арабов. 11 июля 1938 года Александр отправился по тропинке в кибуц Алоним. В этом походе на него напал Касем Аль-Табаш из бедуинского клана Арб Эль-Хильф и он был убит.
В 1942 году Пальмах в отместку за это убил Аль-Табаша.

### Увековечение памяти

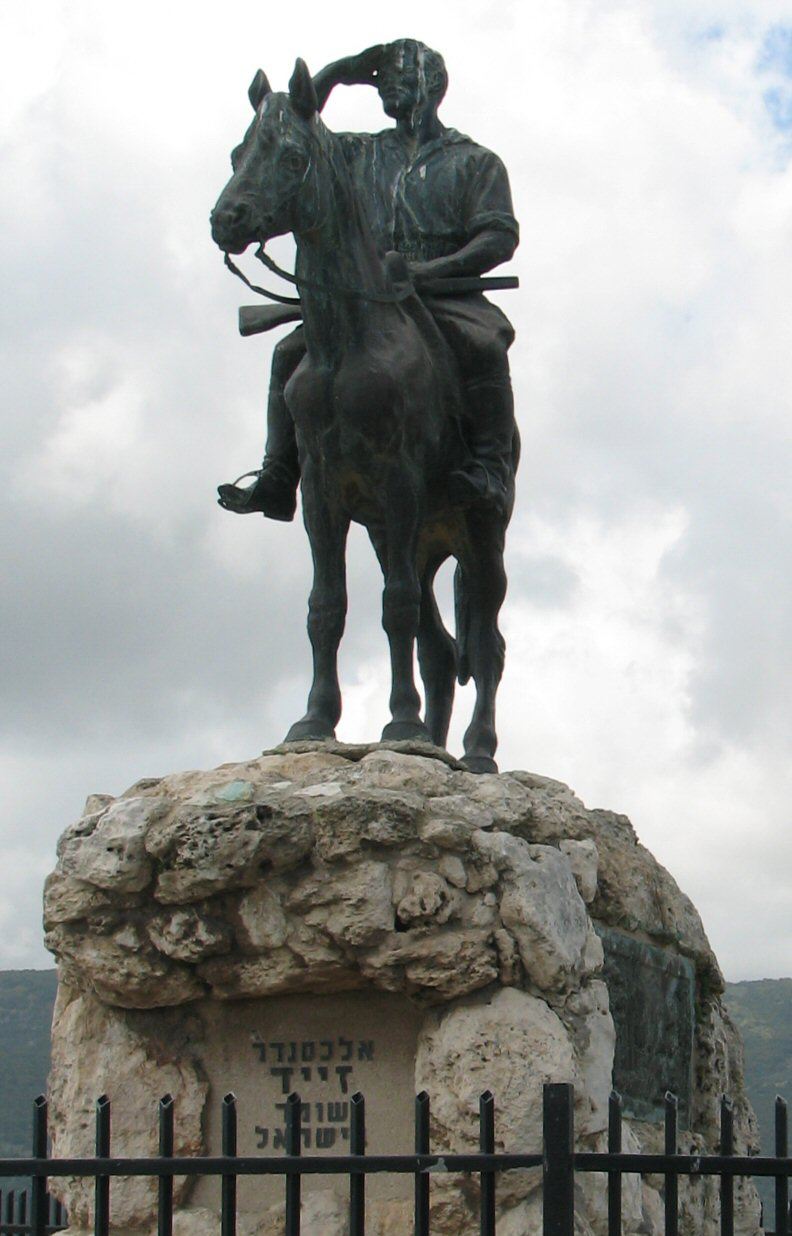
Монумент в память об Александре Зайде недалеко от Бейт-Шеарим, национальный парк, автор Давид Полюс

На вершине холма с видом на долину Изреель была установлена бронзовая статуя Александра Зайда верхом на лошади, произведённая скульптором Давидом Полюсом. Киббуц Гваот-Зайд (впоследствии распавшийся) и Бейт-Зайд были названы в его честь. Поэт Александр Пенн посвятил ему своё стихотворение,Адама, адмати («Земля, моя земля»)
ЗЕМЛЯ, МОЯ ЗЕМЛЯ
Памяти Александра Зайда
О, родная земля,

Ты сладка и горька.

Ветер трогает камни сухие…

Кровью я обручён

С той землёй на века —

На холмах Шейх-Абрек и Хартия.

Волны моря нам песни о жизни поют,

Солнце шлёт нам лучи золотые,

Днём и ночью ты длишься, сыновний мой труд,

На холмах Шейх-Абрек и Хартия.

И оливы мне шепчут:

«Да, это твой дом»,

Хору пляшут друзья и родные.

Каждый колос здесь мой,

Каждый камень знаком

На холмах Шейх-Абрек и Хартия!

Я клянусь защищать

Эту землю вовек,

Отгонять от неё

Беды злые.

Завещал мне всё это

Простой человек —

На холмах Шейх-Абрек и Хартия…